# Dalmația

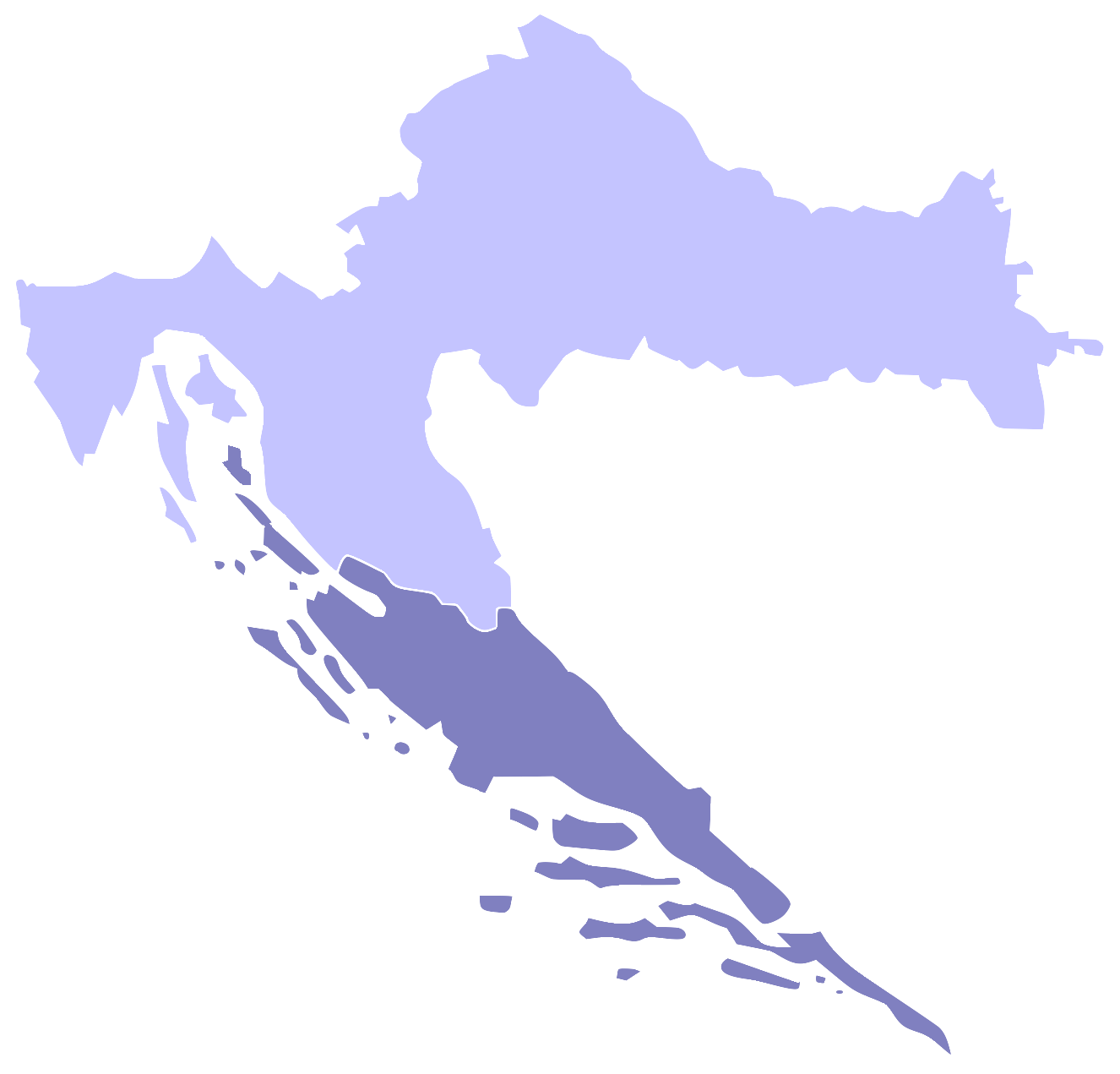
Harta Dalmației în Croația

Dalmația (în croată Dalmacija, în italiană Dalmazia, in maghiară Dalmácia) este o regiune de pe coasta estică a Mării Adriatice, în Croația de astăzi și o mică parte în Muntenegru, de la insula Rab în nord-vest până la Golful Kotor în sud-est. Hinterlandul, Dalmația interioară (Zagora), are de la cincizeci de kilometri lățime în nord până la doar câțiva kilometri în sud.
Dalmația croată are patru județe, cu capitalele la Zadar (it. Zara), Šibenik (it. Sebenico), Split (it. Spalato) și Dubrovnik(it. Ragusa). Alte orașe importante sunt Biograd, Kaštela, Sinj, Solin, Omiš, Knin, Metković, Makarska, Trogir (it. Traù), Ploče, Trilj și Imotski.
Insulele dalmate mai mari sunt Dugi Otok, Ugljan, Pašman, Brač (it. Brazza), Hvar (it. Lesina), Korčula (it. Curzola), Vis (it. Curzola), Lastovo (it. Lagosta)și Mljet (it. Meleda). Cei mai importanți munți din Dalmația sunt Dinara, Mosor, Svilaja, Biokovo, Moseć și Kozjak. Râurile sunt Zrmanja, Krka, Cetina și Neretva.
Datorită curenților maritimi și vânturilor, apa de mare din Adriatica este mai curată și mai caldă pe malul croat decât pe cel italian. Pe coasta dalmată se află și foarte multe golfuri, insule și strâmtori. Acest lucru o face un loc foarte atractiv pentru turismul nautic. Există de asemenea numeroase debarcadere.
În Dalmația se află de asemenea mai multe parcuri naturale care sunt atracții turistice: râul carstic Paklenica, arhipelagul Kornati, râurile învolburate Krka și insula Mljet.

## Galerie de imagini

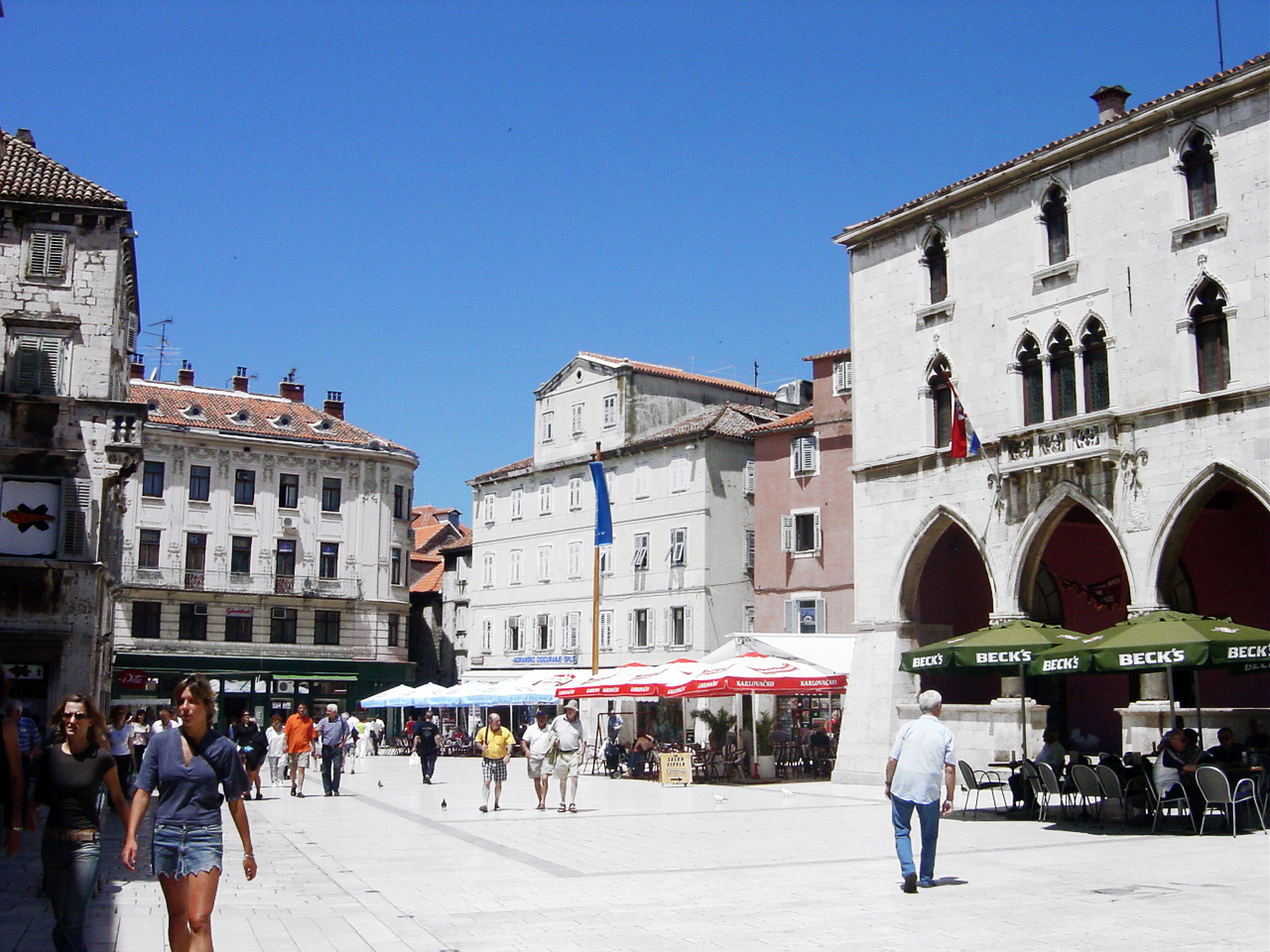
Narodni Trg (Pjaca) în Split
Dubrovnik
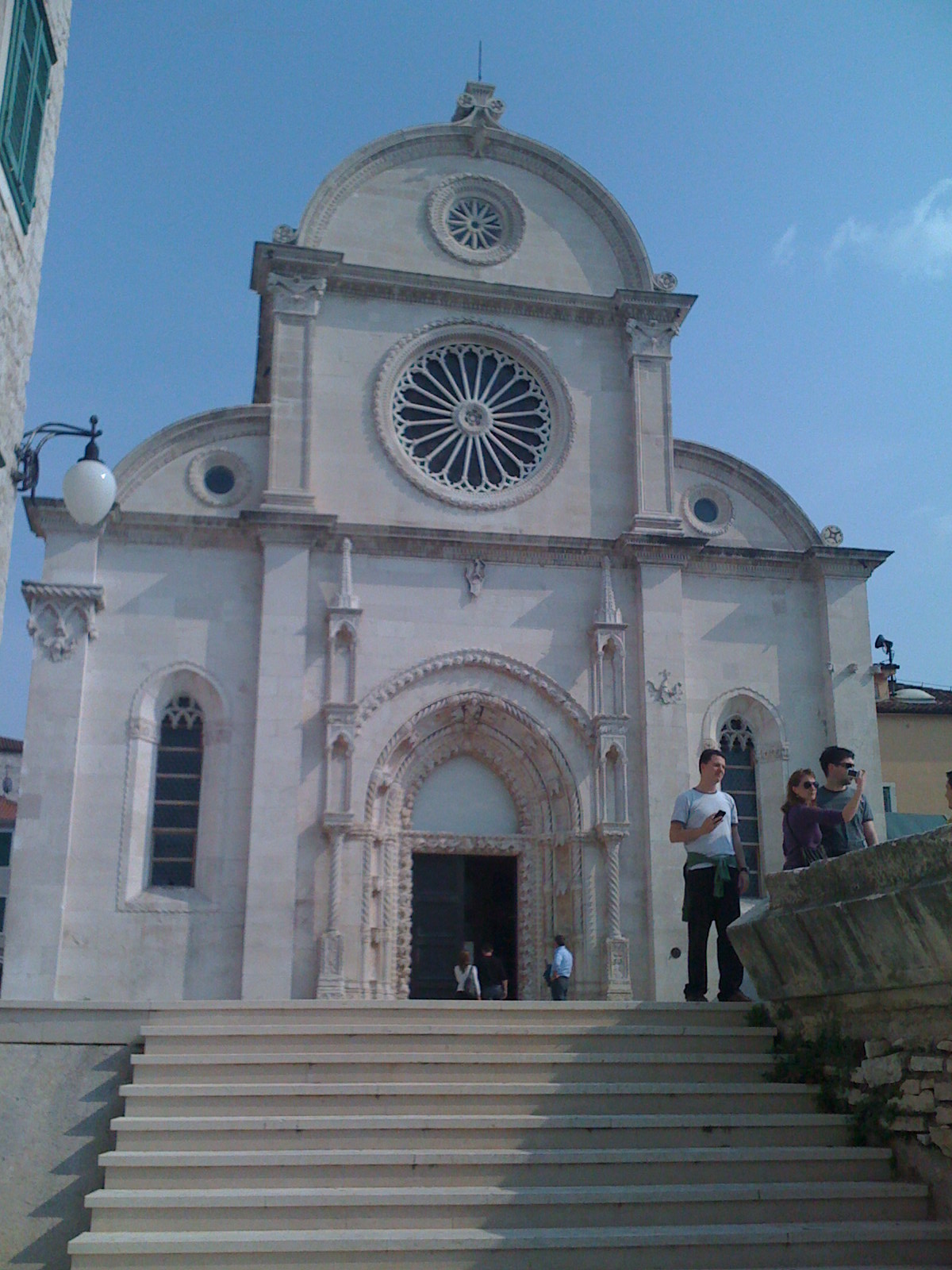
Šibenik
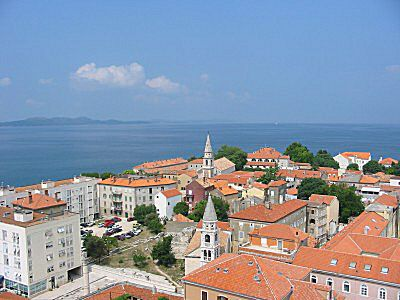
Vedere panoramică a Zadarului
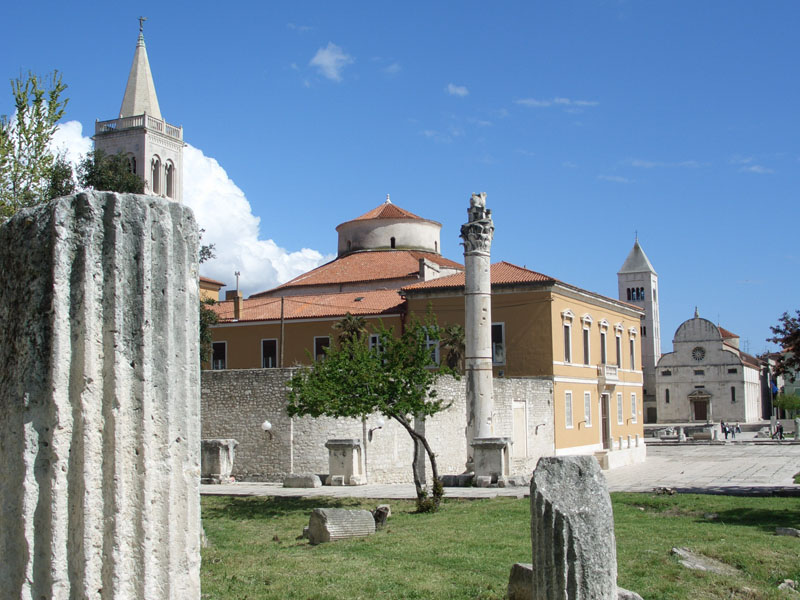
Forumul roman în Zadar
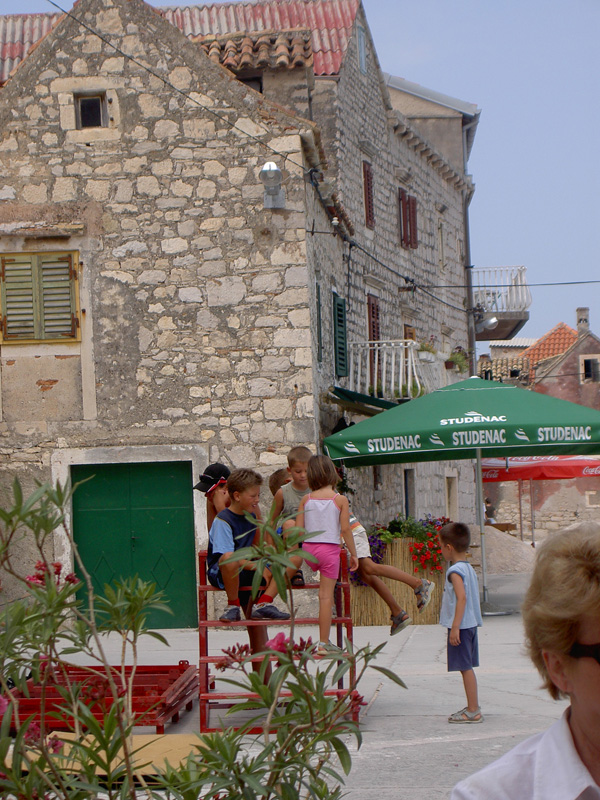
Vara pe străzile din Krapanj
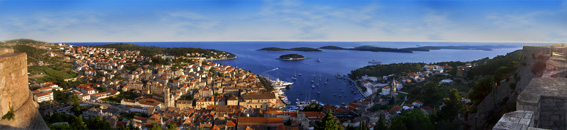
Vedere panoramică a Hvarului